# 紫紅千手螺
紫紅千手螺（学名：Chicoreus rossiteri）为骨螺科千手螺屬下的一个种。

## 扩展阅读
- 維基物種上的相關：紫紅千手螺